# Belučki jezik
Belučki jezik ili beludžijski jezik (ISO 639-3: bal – baločki, balučki, baludžijski, baludžski, beludži, beludžski;  belučki: بلوچی – baloči), makrojezik, sjeverozapadni odvjetak zapadnoiranskih jezika. Temeljni prirodni jezik Beludža (u Beludžistanu, Pakistanu, istočnom Iranu i južnome Afganistanu). Belučkim se govori i u dijelovima Indije, te zemljama Perzijskoga zaljeva (Oman) i Turkmeniji. Kao svojim drugim jezikom belučim jezikom govori i dio dravidskoga naroda Brahui.

## Povijest
Belučki jezik je blizak ostalim sjeverozapadnim iranskim jezicima, kao što je kurdski. Kao književni jezik počeo se razvijati osobito nakon proglašenja neovisnosti Pakistana, 1947. godine. Belučki jezik se do nedavno smatralo za jezik bez pismenosti. Procjena ukupnoga broja kreće se oko 7 005 142 govornika. Utječe na ostale jezike Pakistana, uključujući sindhski. Prvu zbirku pjesama Gulbang, izdao je 1951. godine Mir Gul Khan Nasir.

## Službeni status
Belučki jezik se smatra jednim od devet glavnih jezika Islamske Republike Pakistan, a Hrvatska enciklopedija (2000.) navodi kako belučki jezik nije službeni jezik ni u jednoj od država u kojoj se taj jezik rabi.

## Jezici
- istočnobelučki jezik,[7]
- južnobelučki jezik,[7]
- zapadnobelučki jezik.[7]

Uz beludžijske jezike u užem smislu, jezičnu skupinu belučkih jezika tvore i baškardski jezik (bashaka) — 7033 govornika, te koroški jezik (koroshi) — 160 do 200 govornika.

## Vanjske poveznice
- in focus Balochi language  Arhivirana inačica izvorne stranice od 7. veljače 2011. (Wayback Machine) (engl.)